# Công ước Quốc tế về các Quyền Kinh tế, Xã hội và Văn hóa
Công ước Quốc tế về các Quyền Kinh tế, Xã hội và Văn hóa (tiếng Anh: International Covenant on Economic, Social and Cultural Rights, viết tắt: ICESCR) là một công ước quốc tế được Đại Hội đồng Liên Hợp Quốc thông qua ngày 16 tháng 12 năm 1966, có hiệu lực từ ngày 3 tháng 1 năm 1976. Các quốc gia tham gia Công ước phải cam kết trao các quyền kinh tế, xã hội và văn hóa cho các cá nhân, bao gồm quyền công đoàn và quyền chăm sóc sức khỏe, quyền giáo dục, và quyền được đảm bảo mức sống phù hợp. Tính tới ngày 15 tháng 12 năm 2008, đã có 160 quốc gia tham gia và 69 nước đã ký. Thêm 6 nước khác đã ký nhưng chưa thông qua Công ước: Belize, Comoros, Cuba, São Tomé và Príncipe, Nam Phi, và Hoa Kỳ.
Công ước Quốc tế về các Quyền Kinh tế, Xã hội và Văn hóa là một phần của Bộ Luật Nhân quyền Quốc tế, cùng với Tuyên ngôn Quốc tế Nhân quyền và Công ước Quốc tế về các Quyền Dân sự và Chính trị (gồm hai Nghị định thư tùy chọn thứ nhất và thứ hai)
Công ước được đặt dưới sự giám sát của Ủy ban các Quyền Kinh tế, Xã hội và Văn hóa.
Việt Nam phê chuẩn Công ước Quốc tế về các Quyền Kinh tế, Xã hội và Văn hóa ngày 24 tháng 9 năm 1982.